# Glockendon (Künstlerfamilie)
Glockendon, auch Glockenthon, ist eine Nürnberger Künstlerfamilie des 15. und 16. Jahrhunderts.
- Albert Glockendon der Ältere (auch Albrecht I.; geboren um 1432 in Nürnberg), Kupferstecher. Er war zeitweilig in Würzburg tätig.
  - Georg Glockendon der Ältere († 1514), Maler, Graphiker und Illuminist. Berühmt ist sein Behaim-Globus.
    - Albrecht Glockendon II. (auch „der Ältere“ genannt; † 1545), Formschneider, Illuminist und Briefmaler
      - Albrecht Glockendon III. (auch „der Jüngere“ genannt; dokumentiert 1546–1557), in Nürnberg tätiger Buchdrucker, Buchmaler, Glasmaler, 1552 und 1554 in Wien genannt[1]
      - Jörg Glockendon, (auch Georg G.; gestorben vor 1548), Briefmaler[2]

    - Nikolaus Glockendon der Ältere (um 1490–1533/1534), Miniaturmaler; schmückte eine Reihe von Mess- und Gebetbüchern mit Randverzierungen und Miniaturen
      - insgesamt zwölf Söhne, die allesamt Künstler wurden, darunter Georg II., Jakob[3] und:
      - Gabriel Glockendon (erwähnt 1547, gest. nach 1585), Maler und Buchmaler[4]
      - Nikolaus Glockendon der Jüngere (gestorben vor 1547), Diamant- und Gemmenschneider und wahrscheinlich Bildhauer[5]
      - Sebastian Glockendon der Ältere (geboren um 1525, bezeugt 1555), Buchmaler[6]
        - Sebastian Glockendon der Jüngere (tätig um 1575), Buchmaler[6]

      - Wolf Glockendon (begraben 1561.9.19), Goldschmied, verlobt mit  Elisabeth Zarteissen[7]
- Georg Glockendon der Jüngere (III.) (1492–1553), Maler und Ätzer[8]
  - Conrad Glockendon, (begraben 1594) Sanduhrmacher[9]
- Hans Glockendon (erwähnt 1541), Briefmaler[10]